# باشگاه فوتبال هایلینگ یونایتد
باشگاه فوتبال هایلینگ یونایتد (به انگلیسی: Hayling United Football Club) یک باشگاه فوتبال در شهر جزیره هالینگ، کشور انگلستان است که در سال ۱۸۸۴ میلادی تأسیس شده‌است.